# Al-Mustàssim (abbàssida del Caire)
Abu-Yahya Zakariya al-Mústassim bi-L·lah —àrab: أبو يحي زكرياء المستعصم بالله, Abū Yaḥyà Zakariyāʾ al-Mustaʿṣim bi-Llāh—, més conegut pel seu làqab com a al-Mústassim (segle xiv), califa abbàssida del Caire (1377 i 1386-1389), sota la tutela dels mamelucs d'Egipte.